# Iglesia maradoniana

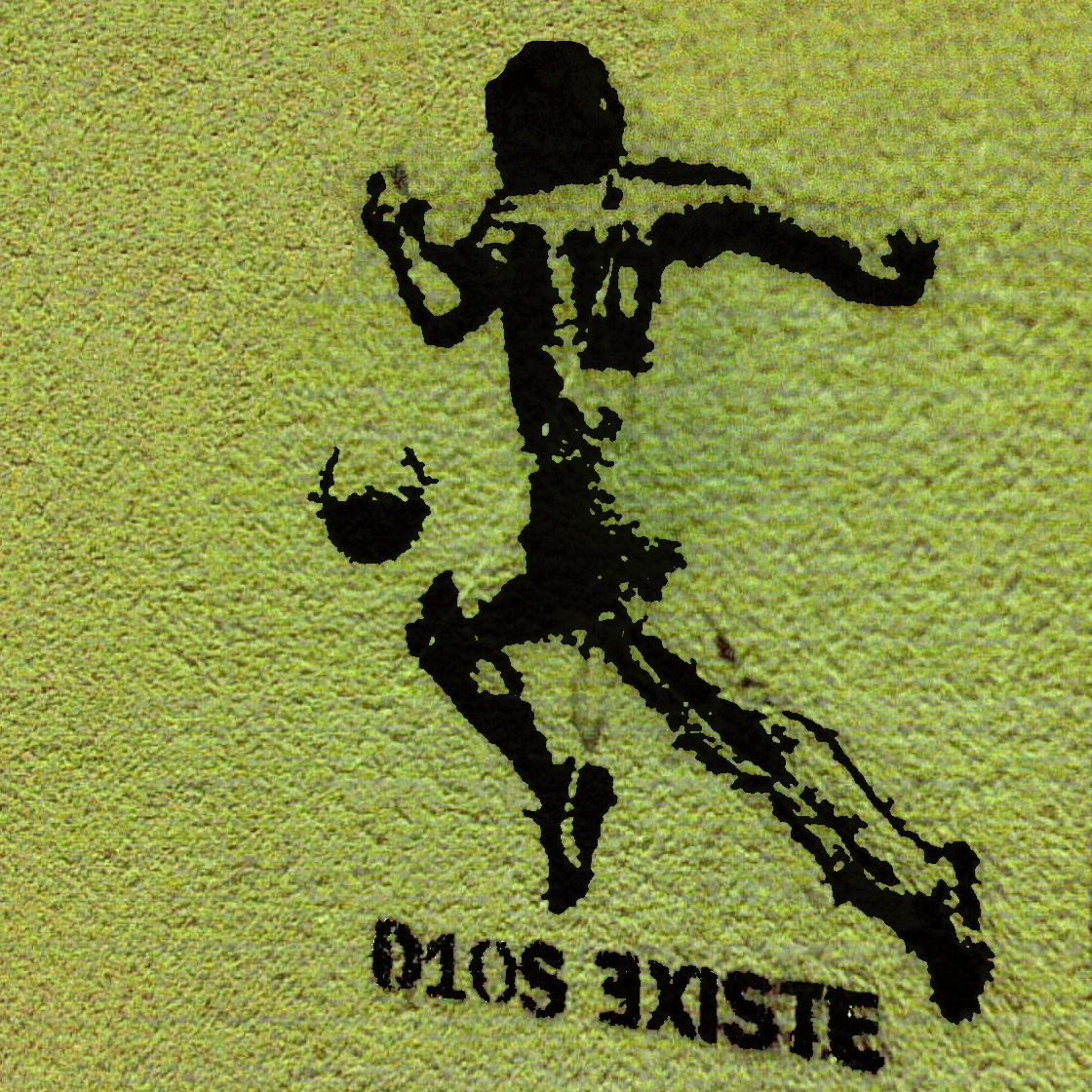
Grafiti de Maradona hecho por los seguidores de la Iglesia maradoniana

La Iglesia maradoniana es una religión creada por los admiradores, seguidores y fans del fallecido futbolista argentino Diego Maradona, quienes lo consideran el mejor jugador de todos los tiempos. Otras fuentes la han descrito como una religión paródica o posmoderna.
La Iglesia fue fundada el 30 de octubre de 1998 en la ciudad de Rosario, Argentina. Podría ser vista como un tipo de sincretismo o como una religión, dependiendo de qué definición religiosa se opte por utilizar.
La iglesia se ha expandido a otros países tales como España, Italia, Alemania, Reino Unido,  Japón, Afganistán, Colombia, Brasil, Chile, México, Uruguay y Estados Unidos, entre muchos otros.
En 2015 la iglesia contaba con 500 000 seguidores de todo el mundo. Además de esto, cuenta con su propia biblia llamada «Yo soy el Diego de la gente». Los fieles también hacen un rezo que se llama «Diego nuestro».

## Historia
La historia se remonta al 30 de octubre de 1998, cuando Alonso Rivas Ortiz y Héctor Campomar bromearon con la idea de festejar el día del nacimiento de Diego Armando Maradona. Después de esto, otros admiradores del argentino se sumaron a la idea, entre ellos, Alejandro Verón y Federico Canepa. Todas estas personas fundaron un nuevo movimiento religioso llamado la «Iglesia maradoniana».
La cronología maradoniana cuenta los años desde el nacimiento de Maradona que data del 30 de octubre de 1960, y se conoce como «d. D.» («después de Diego»). Los maradonianos, al igual que otros aficionados del fútbol, utilizan el tetragrámaton D10S para referirse a Maradona, ya que el término es una fusión de la palabra dios y del número 10 del dorsal del futbolista argentino.

## Síntesis
Aunque es considerado un dios del fútbol por sus seguidores, la función del culto paródico es mantener vigente la figura del exfutbolista, recordar algunas de las proezas deportivas y su legado.
Todo se desarrolla dentro del marco del fútbol, que es uno de los deportes más populares de Argentina y Latinoamérica. El movimiento religioso ha sido criticado en varias ocasiones por la Iglesia católica y por la gente en general. Sin embargo, los miembros de esta comunidad afirman que uno de sus objetivos es «dar lugar a las emociones generadas por Diego Maradona y la pasión futbolera. Mostrar lo que siente hoy la gente por los deportistas que nos representan», respetando las creencias de los demás.

## Los 10 mandamientos
Los diez mandamientos de la iglesia maradoniana:
1. La pelota no se mancha, como dijo D10S en su homenaje.
2. Amar al fútbol sobre todas las cosas.
3. Declarar tu amor incondicional por Diego y el buen fútbol.
4. Defender la camiseta de la Argentina, respetando a la gente.
5. Difundir los milagros de Diego en todo el universo.
6. Honrar los templos donde predicó y sus mantos sagrados.
7. No proclamar a Diego en nombre de un único club.
8. No perdonarás un gol aunque sea contra un discapacitado.
9. Llevar Diego como segundo nombre y ponérselo a tu hijo.
10. No ser cabeza de termo y que no se te escape la tortuga (no vivir alejado de la realidad y no ser un inútil).

## Crítica
La iglesia ha sido fuertemente criticada debido a que Maradona vivió por muchos años una vida llena de excesos y polémicas. Esta es la base de las críticas, ya que, según sus detractores, una persona con problemas de drogas «no debería ser modelo de nada ni de nadie», tampoco aplicarle el estatus de un dios supremo o divinidad. Así mismo, un grito que simboliza unión y con el cual se identifica esta religión es "GOLAAAZOO".